# Qurayha
Qurayha (auch Qurayhah; arabisch القريحاء, DMG al-Quraiḥāʾ) ist eine Stadt in der Provinz Asir im Süden Saudi-Arabiens. Qurayha liegt 377 Meter über dem Meer und die Bevölkerung beträgt 4556 (Stand 2004).